# Promise (album de Sade)
Pour les articles homonymes, voir Promise.
Albums de Sade
Diamond Life
(1984) Stronger Than Pride
(1988)
Singles
1. The Sweetest Taboo
Sortie : 12 octobre 1985
2. Is It a Crime?
Sortie : décembre 1985
3. Never as Good as the First Time
Sortie : 5 mars 1986

Promise est le deuxième album studio de Sade, sorti le 4 novembre 1985 chez Epic Records.

## Histoire
L'enregistrement de l'album a commencé en février 1985 et a duré jusqu'en août la même année. Le groupe a coproduit l'album avec la même équipe de producteurs avec lesquels ils ont travaillé sur leur album précédent, Diamond Life, dont Robin Millar, Mike Pela et Ben Rogan. Le titre de l’album provient d’une lettre du père de Sade Adu où il évoque la « promesse d’espoir » de se remettre du cancer.
À sa sortie, Promise a été acclamé par les critiques de la musique. L'album fut un succès commercial, atteignant la première place à la fois sur le UK Albums Chart et le Billboard 200, devenant ainsi le premier album du groupe à être au sommet des deux classements. Il a également atteint le numéro un des classements d'album en Finlande, aux Pays-Bas et en Suisse, et le top cinq dans de nombreux pays dont le Canada, l'Allemagne et la Nouvelle-Zélande. Trois singles ont été extraits de l'album, dont The Sweetest Taboo, qui est devenu un succès à travers le monde.

## Contexte
Après avoir étudié le stylisme et plus tard la modélisation brièvement, Sade a commencé en tant que chanteuse remplaçante du groupe britannique Pride, pendant ce temps, elle a formé un partenariat d'écriture avec le guitariste et saxophoniste de Pride Stewart Matthewman ; ensemble, soutenus par la section rythmique de Pride, Paul Anthony Cook et Paul Denman, ils ont commencé à faire leurs propres sets lors des concerts de Pride. En 1983, Adu et Matthewman se sont séparés de Pride, avec le bassiste Paul Denman et le batteur Paul Anthony Cook pour former le groupe Sade et ont plus tard obtenu un contrat de label,. Par la suite, Sade a sorti son premier album, Diamond Life, en 1984, qui est devenu un succès au Royaume-Uni et est devenu plus tard un succès aux États-Unis après la sortie de son single Smooth Operator. Diamond Life avait des ventes internationales de plus de six millions d'exemplaires, devenant l'un des premiers enregistrements les plus vendus des années 1980 et le premier best-seller jamais réalisé par une chanteuse britannique.

## Enregistrement
Entre février et août 1985, Sade a enregistré l'album avec la même équipe de producteurs que sur Diamond Life. Le groupe a coproduit Promise avec Robin Millar, Mike Pela et Ben Rogan, ce dernier ayant joué un rôle moins central dans la production. Certaines des sessions de l'album ont eu lieu pendant un séjour de deux semaines en Provence, utilisant une console SSL E-series logée au studio Miraval en forme de grange et construit en béton. Cependant, la majorité de l'album a été enregistrée aux studios Power Plant à Londres.

## Réception

### Accueil critique
Dans une critique pour le Rolling Stone, Anthony DeCurtis estime que « l'élégance soignée de la production et des arrangements instrumentaux ne semble guère plus qu'une stratégie visant à dissimuler les limites de la gamme vocale de Sade et ses compétences en tant que styliste de chansons ».
Ron Wynn du site AllMusic se montre plus positif dans sa critique rétrospective, déclarant que l'album est supérieur au premier album du groupe et décrivant Sade comme la « personnification du chant cool et décontracté », bien qu'elle « prolonge ou embellit les paroles, enregistre les émotions ou projette sa voix rarement ».

### Accueil commercial
Promise est le premier album du groupe à atteindre la première place du classement Billboard 200 aux États-Unis, où il est resté deux semaines. En septembre 1988, Promise s'était vendu à un million d'exemplaires aux États-Unis et, le 23 juillet 1997, il a été certifié quadruple disque de platine par la Recording Industry Association of America (RIAA) pour des expéditions supérieures à quatre millions d'exemplaires. Lorsque le sixième album studio de Sade, Soldier of Love, est arrivé en tête du Top R&B/Hip-Hop Albums en 2010, le groupe a établi le record de l'intervalle le plus long entre deux albums numéro un du classement (Promise et Soldier of Love ont été séparés par 23 ans, 10 mois et 2 semaines).
En 2011, l'album s'est vendu à plus de 9,3 millions d'exemplaires à travers le monde.

## Liste des titres
| 1.    | Is It a Crime?                  | - Sade Adu - Stuart Matthewman - Andrew Hale | Robin Millar                            | 6:20 |
| 2.    | The Sweetest Taboo              | - Adu - Martin Ditcham                       | Millar                                  | 4:37 |
| 3.    | War of the Hearts               | - Adu - Matthewman                           | Millar                                  | 6:47 |
| 4.    | You're Not the Man              | - Adu - Matthewman                           | - Millar - Ben Rogan - Sade             | 5:10 |
| 5.    | Jezebel                         | - Adu - Matthewman                           | Millar                                  | 5:30 |
| 6.    | Mr. Wrong                       | - Adu - Matthewman - Hale - Paul Denman      | Millar                                  | 2:52 |
| 7.    | Punch Drunk                     | Hale                                         | Millar                                  | 5:25 |
| 8.    | Never as Good as the First Time | - Adu - Matthewman                           | - Millar - Ben Rogan - Mike Pela - Sade | 5:00 |
| 9.    | Fear                            | - Adu - Matthewman                           | Millar                                  | 4:10 |
| 10.   | Tar Baby                        | - Adu - Matthewman                           | Millar                                  | 3:59 |
| 11.   | Maureen                         | - Adu - Matthewman - Denman                  | - Rogan - Sade                          | 4:20 |
| 54:02 |                                 |                                              |                                         |      |

Notes
- You're Not the Man et Punch Drunk ne figurent pas sur l'édition 33 tours de l'album.

## Crédits
Crédits adaptés des notes d'accompagnement de Promise.
| Sade - Sade Adu – voix - Stuart Matthewman – saxophone, guitare - Paul S. Denman – guitare basse - Andrew Hale – claviers - Sade – arrangement Musiciens additionnels - Dave Early – batterie, percussion - Martin Ditcham – percussion - Terry Bailey – trompette - Pete Beachill – trombone - Jake Jacas – voix (pistes 8, 11) - Carlos Bonell – guitare (piste 9) - Nick Ingman – arrangements de cordes (pistes 9, 10) | Technique - Robin Millar – production (pistes 1–10) - Ben Rogan – production (pistes 4, 8, 11) - Sade – production (pistes 4, 8, 11) - Mike Pela – production (piste 8); mixage (piste 11); ingénieur de production (toutes les pistes) Conception - Toshi Yajima – photographie - Graham Smith – conception de pochette |

## Classements et certifications
| Classement (1985–86)                | Meilleure position |
| ----------------------------------- | ------------------ |
| Allemagne (Media Control AG)        | 2                  |
| Argentine (CAPIF)                   | 2                  |
| Australie (Kent Music Report)       | 9                  |
| Autriche (Ö3 Austria Top 40)        | 6                  |
| Canada (Canadian Albums)            | 3                  |
| États-Unis (Billboard 200)          | 1                  |
| États-Unis (Top Jazz Albums)        | 4                  |
| États-Unis (Top R&B/Hip-Hop Albums) | 1                  |
| Europe (European Albums)            | 1                  |
| Finlande (Suomen virallinen lista)  | 1                  |
| France (IFOP)                       | 3                  |
| Italie (Musica e dischi)            | 1                  |
| Norvège (VG-lista)                  | 6                  |
| Nouvelle-Zélande (RIANZ)            | 3                  |
| Pays-Bas (Mega Album Top 100)       | 1                  |
| Royaume-Uni (UK Albums Chart)       | 1                  |
| Suède (Sverigetopplistan)           | 4                  |
| Suisse (Schweizer Hitparade)        | 1                  |

| Classement (1985)             | Position |
| ----------------------------- | -------- |
| Europe (Music & Media)        | 4        |
| Norvège (VG-lista Automne)    | 12       |
| Pays-Bas (Album Top 100)      | 20       |
| Royaume-Uni (UK Albums Chart) | 17       |

| Classement (1986)                         | Position |
| ----------------------------------------- | -------- |
| Allemagne de l'Ouest (Offizielle Top 100) | 10       |
| Australie Albums (Kent Music Report)      | 18       |
| Autriche (Ö3 Austria Top 40)              | 20       |
| Canada (RPM Top Albums)                   | 13       |
| États-Unis (Billboard 200)                | 8        |
| États-Unis (Top Jazz Albums)              | 10       |
| États-Unis (Top R&B/Hip-Hop Albums)       | 3        |
| Europe (Music & Media)                    | 6        |
| Pays-Bas (Album Top 100)                  | 9        |
| Royaume-Uni (UK Albums Chart)             | 76       |
| Suisse (Schweizer Hitparade)              | 13       |

### Certifications
| Pays                                                                 | Certification | Ventes certifiées |
| -------------------------------------------------------------------- | ------------- | ----------------- |
| Allemagne (BVMI)                                                     | Platine       | 500 000^          |
| Australie (ARIA)                                                     | Platine       | 70 000^           |
| Belgique (BEA)                                                       | Platine       | 75,000*           |
| Canada (CRIA)                                                        | 2 × Platine   | 200 000^          |
| États-Unis (RIAA)                                                    | 4 × Platine   | 4 000 000^        |
| Finlande (IFPI)                                                      | Platine       | 58 935            |
| France (SNEP)                                                        | 2 × Platine   | 700 000           |
| Nouvelle-Zélande (RMNZ)                                              | Platine       | 15 000^           |
| Royaume-Uni (BPI)                                                    | 2 × Platine   | 600 000^          |
| *Ventes selon la certification ^Mise en rayon selon la certification |               |                   |

## Historique de sortie
| Format   | Label                            | Date            | Ref. |
| -------- | -------------------------------- | --------------- | ---- |
| LP       | Epic Portrait (Amérique du Nord) | 4 novembre 1985 | ,    |
| CD       | Epic Portrait (Amérique du Nord) | 4 novembre 1985 | ,    |
| Cassette | Epic Portrait (Amérique du Nord) | 4 novembre 1985 | ,    |
| CD       | Sony Music Distribution          | 1990            | ,    |
| CD       | BMG / Sony Music Entertainment   | 2000            | ,    |
| LP       | Epic                             | 2000            | ,    |
| MiniDisc | Epic                             | 2000            | ,    |